# 4715 Medesicaste
4715 Medesicaste este o planetă minoră (asteroid), cu un diametru de 62,097 km, din Trojan camp trojan asteroid[*]. A fost descoperită pe 9 octombrie 1989 la Gekko Observatory⁠(d) de Yoshiaki Oshima⁠(d) și a fost numită după Medesicaste⁠(d). 
Obiectul prezintă o orbită caracterizată de o semiaxă mare de 5,1094113 UAi, o excentricitate de 0,0489, o înclinație de 18,65761 ° în raport cu ecliptica.